# 823
823 (DCCCXXIII) a fost un an obișnuit al calendarului iulian.

## Nașteri
- 13 iunie: Carol cel Pleșuv, fiul lui Ludovic cel Pios, a purtat din 829 titlul de dux Alemanniae. În 843 a moștenit partea vestică (aprox. teritoriul de Franței de astăzi) a Imperiului Carolingian, iar pe 25 decembrie 875 a fost încoronat la Roma ca împărat al Occidentului (d. 877)

## Decese
- Bonifaciu I de Toscana, primul margraf de Toscana din 812 (n. ?)
- Toma Slavul, general bizantin în timpul lui Leon V Armeanul (n. ?)